# 伍展邦
伍展邦（1985年7月8日—）（Bond Ng）是一名知名香港律師，曾經多次替近年政治活動抗爭中的示威者辯護。
畢業於香港大學，主修歷史及政治，及後取得香港城市大學法律學士和碩士。

## 外部連結
- 伍展邦律師行 - BOND NG SOLICITORS